# Bobo Craxi
Vittorio Michele Craxi, detto Bobo (Milano, 6 agosto 1964), è un politico italiano, sottosegretario di Stato agli affari esteri con delega ai rapporti con l'ONU nel secondo governo Prodi.
Già esponente del Partito Socialista Italiano storico, membro del Nuovo PSI e passato poi alla formazione politica dei Socialisti Uniti, ha aderito in seguito col suo gruppo al ricostituito Partito Socialista Italiano.

## Biografia
Figlio secondogenito di Bettino Craxi e fratello di Stefania, dopo la maturità classica, si iscrive alla facoltà di Scienze Politiche presso l'Università degli Studi di Milano, senza terminare gli studi. Oltre all'attività di funzionario di partito, ha lavorato come giornalista, opinionista e consulente strategico per varie aziende. Ha svolto il servizio militare come aviere nel 1988 e nel 1989 presso la S.A.R.A.M. Macerata  ed  il Comando Prima Regione Aerea a Milano.

## Vita privata
Dopo aver trascorso numerosi anni insieme alla famiglia ad Hammamet, in Tunisia, oggi vive a Roma, è sposato con Scintilla Cicconi, sorella del fotografo ufficiale di suo padre Umberto Cicconi, e ha due figli. Si considera non credente.

## Attività politica

### Gli inizi nel PSI
Alle elezioni comunali del 1990 è stato eletto consigliere comunale a Milano per il Partito Socialista Italiano, del quale è stato segretario cittadino fino al 1992. In quegli anni le sue campagne elettorali erano pagate da Mario Chiesa, presidente del Pio Albergo Trivulzio e primo arrestato di Tangentopoli. Dopo l'arresto cominciò a minacciare i cronisti milanesi che raccontavano le inchieste giudiziarie, in particolare quelli de il Giornale, arrivando a dire:
Il direttore Indro Montanelli, in una lettera ai redattori minacciati, scrisse:

### Dopo la dissoluzione del PSI: l'ingresso in Parlamento
Dopo gli anni della diaspora socialista (è membro dei Socialisti Italiani dal 1994 al 1998, e confluisce con essi nei Socialisti Democratici Italiani, nelle cui liste si candida alle elezioni europee del 1999 nella circoscrizione Italia Meridionale, ottenendo 30.538 preferenze e risultando il primo dei non eletti), il 10 maggio 2000 fonda la Lega Socialista, staccando una componente già operativa all'interno dello SDI, che a sua volta confluirà nel Nuovo PSI, partito al quale Craxi aderisce insieme a Gianni De Michelis e ad altri esponenti socialisti della prima ora, che si colloca all'interno della coalizione di centrodestra guidata da Silvio Berlusconi.
Alle elezioni politiche del 2001 viene eletto alla Camera dei Deputati nel collegio uninominale di Trapani per la Casa delle Libertà (in quota Nuovo PSI), sconfiggendo con il 56,81% il candidato dell'Ulivo Vito Galluffo, fermo al 30,70%. Durante la XIV legislatura è stato membro della III Commissione della Camera.
Alle elezioni europee del 2004 è ricandidato al Parlamento Europeo nella circoscrizione Italia nord-occidentale e nella circoscrizione Italia insulare per i Socialisti Uniti, totalizzando rispettivamente 5.738 e 11.267 preferenze e non risultando eletto.
Alle elezioni amministrative del 2004 si candida a presidente della provincia di Milano per i Socialisti Uniti, ottenendo l'1,15% al primo turno e non accedendo al ballottaggio: appoggia dunque la candidata di centrodestra Ombretta Colli, ma non ottiene il seggio.
Nel luglio 2004 viene nominato Assessore alla Cultura del comune di Favignana, comprendente le isole Egadi, e rimane in carica fino all'11 luglio 2005.

### Il passaggio al centrosinistra
Sul finire della XIV Legislatura assume un atteggiamento critico verso il governo Berlusconi: dunque, insieme a Saverio Zavettieri, spinge affinché il Nuovo PSI dichiari conclusa l'alleanza con la Casa delle Libertà e ricerchi un'intesa a sinistra per raggiungere l'unità delle forze socialiste. Craxi presenta un'apposita mozione al congresso del partito che si tiene a ottobre 2005 con cui si candida alla segreteria, proponendo di uscire immediatamente dall'esecutivo e perseguire l'unità socialista nel centrosinistra.
Il congresso fu caratterizzato da momenti molto convulsi: in aula si crearono tafferugli e la stragrande maggioranza dei delegati che sosteneva la mozione contraria, presentata dal segretario uscente Gianni De Michelis, abbandonò l'aula, mentre la parte restante dei partecipanti acclama Craxi nuovo segretario. Tuttavia, l'esito del congresso sarà dichiarato nullo a causa di irregolarità nell'accreditamento dei delegati, decisione a cui seguiranno strascichi legali che portano a una scissione: il 7 febbraio 2006 Craxi, insieme a Zavettieri, fonda I Socialisti, un movimento che aderisce alla coalizione di centrosinistra dell'Unione. Alle elezioni politiche del 9 aprile 2006 è quindi ricandidato alla Camera nella circoscrizione Lombardia 3 nella lista dell'Ulivo: posizionato al nono posto, non viene eletto poiché nel collegio la coalizione si aggiudica soltanto sei seggi.
Il 18 maggio 2006 Bobo Craxi viene nominato sottosegretario agli Affari Esteri (con delega ai rapporti con le Nazioni Unite e per gli affari economici e alla campagna per l’EXPO di Milano 2015, che nel marzo del 2008 raggiunge un esito positivo) del secondo governo Prodi. 

### La ricostituzione del Partito Socialista Italiano
Aderisce in seguito alla costituente lanciata da Enrico Boselli, che porterà alla nascita del Partito Socialista nel 2007.
Alle elezioni politiche del 2008 è candidato nuovamente alla Camera per il Partito Socialista, che si presenta in solitaria, da capolista nelle circoscrizioni Lombardia 1 e Lombardia 3; tuttavia, la lista non ottiene seggi.
Alle elezioni amministrative del 2008 è candidato a consigliere della provincia di Roma per il Partito Socialista in tre collegi nel comune di Roma, ottenendo tra lo 0,35% e lo 0,45% e non venendo eletto.
Alle elezioni europee del 2009, non condividendo la scelta del PSI di confluire nel cartello di Sinistra e Libertà, si dimette dalle cariche dirigenziali.
Alle elezioni regionali nel Lazio del 2010 è capolista del PSI nelle province di Roma e Latina, a sostegno di Emma Bonino, ma ottiene un risultato deludente: tra i candidati del suo partito è sesto a Roma con 812 preferenze, e secondo a Latina con 83 preferenze, non risultando quindi eletto. Ritorna dunque a fare il dirigente del PSI come responsabile Esteri.
È capolista del PSI (collocato nella coalizione di centrosinistra) per il Senato della Repubblica nella Circoscrizione Lazio alle elezioni politiche del 2013, ma non viene eletto, poiché il PSI ottiene lo 0,42% a fronte dello sbarramento del 3%.
Il 25 novembre 2015 fonda Area Socialista, come componente interna del PSI.
Nel 2016, durante la campagna per il referendum sulla modifica della Costituzione, in polemica con la maggioranza nenciniana del PSI, ha presieduto il Comitato Socialista per il No, al quale hanno aderito numerose personalità socialiste, a partire dall'ex Ministro Rino Formica (che è stato nominato presidente onorario).
Nell'ottobre del 2017 abbandona il PSI con il suo movimento Area Socialista, che aderisce alla coalizione Liberi e Uguali, ma non raggiunge un accordo elettorale con la lista.
Nel 2019 partecipa nuovamente al Congresso del PSI, rientrando successivamente nel partito. Nel 2021 viene scelto come capolista alle elezioni comunali di Roma a sostegno di Roberto Gualtieri, candidato del centro-sinistra, ma con 365 preferenze non è eletto consigliere.
Alle elezioni politiche del 2022 si candida alla Camera nel collegio uninominale Sicilia 1 - 02 (Palermo: Quartiere 20 - Resuttana-S. Lorenzo) per il centrosinistra (in quota Partito Democratico - Italia Democratica è Progressista, che comprende anche il PSI),  arrivando terzo con il 15,00% dietro a Carolina Varchi del centrodestra (36,10%) e ad Aldo Penna del Movimento 5 Stelle (33,70%), non è quindi eletto.

## Procedimenti giudiziari
Bobo Craxi fu processato per diffamazione aggravata nei confronti di Francesco Saverio Borrelli: l'8 febbraio 1996, in un'intervista al Corriere della Sera, sostenne che nel 1990 Borrelli si era rivolto a Paolo Pillitteri (all'epoca sindaco di Milano) perché lo aiutasse a diventare procuratore capo del capoluogo lombardo, e nel 1999 fu condannato dal Tribunale di Brescia alla pena di un mese di reclusione e a una multa di 25 milioni. In appello il reato si è prescritto, ma è stata confermata la condanna ai risarcimenti e al pagamento delle spese legali: i giudici ritennero che l'affermazione di Craxi fosse «diffamatoria e lesiva dell'onore e della reputazione di indipendenza» del magistrato. Nel 2007 la Cassazione ha confermato la sentenza d'appello.
Nel luglio 2021 è stato condannato dalla Corte di Cassazione, insieme alla sorella e alla madre, al pagamento di 10 miliardi di lire di tasse evase, oltre a 20.000 euro di spese legali, relativamente ad un conto in Svizzera detenuto dal padre. Secondo la tesi dei magistrati il conto era "materialmente riconducibile al Craxi e non al partito".

## Pubblicazioni
Ha pubblicato due libri: Route el Fawara. Hammamet (2003), con Gianni Pennacchi, che racconta gli ultimi giorni del padre, passati in latitanza, e Craxi. Il socialismo dei padri e quello di domani (2006), una lunga intervista concessa a Francesco Borgonovo in cui parte dalla figura di Bettino Craxi per delineare i suoi progetti per i socialisti italiani.
Nel 2009, fonda e dirige con Biagio Marzo il giornale online Socialist - Il socialista clandestino.
Collabora con la testata televisiva TGcom24 per la quale ha seguito la crisi fra la Catalogna e la Spagna. Assieme a Piero Fassino e Romano Prodi ha sottoscritto, nel settembre del 2017, un appello al dialogo tra le parti per evitare la crisi istituzionale e favorire il confronto civile.

## Opere
- Bobo Craxi e Gianni Pennacchi, Route el Fawara. Hammamet, Palermo, Sellerio, 2003, ISBN 88-389-1902-X.
- Bobo Craxi, Craxi: il socialismo dei padri e quello di domani, conversazioni con Francesco Borgonovo, Roma-Reggio Emilia, Aliberti, 2006, ISBN 88-7424-152-6.
- Bobo Craxi, Lettere da Barcellona, introduzione di Steven Forti, Milano, Biblion, 2018, ISBN 978-88-98490-91-2.
- Bobo Craxi, Nuove lettere da Barcellona, introduzione di Steven Forti, Milano, Biblion, 2021, ISBN 978-88-338-3236-4.
- Bobo Craxi e Fulvio Abbate, Gauche caviar: come salvare il socialismo con l'ironia, Milano, Baldini+Castoldi, 2022, ISBN 978-88-93889-98-8.